# Чемпионат Литвы по шашечной композиции 2016
XXVIII XXVII чемпионат Литвы по шашечной композиции (лит. 2016  metų Lietuvos šaškių kompozicijų (100) sudarymo čempionatas) состоялся в 2016 году.
Организатор — Союз любителей шашечной композиции Литвы при Федерации шашек Литвы.
Приняли участие 9 спортсменов.
Общий призовой фонд 240 евро.

## О турнире
Соревнования проводились заочно в течение 2016 года по международным шашкам в 4 разделах: проблемы, миниатюры, этюды, дамочные проблемы.
Применялись Международные правила для проблем (RIP)и этюдов (RIE), проблемы должны были соответствовать Мастерским правилам или Суперправилам RIP, а этюды — требованиям второй части RIE.
Главный судья — Стасис Жилявичюс, главный секретарь- Римас Мацкявичюс.
Судьи: Александр Коготько из Белоруссии и A.Tavernier из Франции.
Зачет по сумме очков за четыре лучшие позиции из шести возможных в каждом разделе.
Участники, позиции, предварительные и окончательные результаты чемпионата публиковались на веб-сайтах и 
Йонас Шёжинис увечил принадлежащий ему рекорд по количеству проведенных национальных чемпионатов, доведя их до 23. На второе место вышел Римас Мацкявичюс (21 чемпионат).
По количеству выигранных золотых медалей V.Bieliauskas упрочил лидерство, доведя количество к 19. У B.Morkus — 13 золотая медаль и сохранилась общее второе место. Выиграв два раздела в 2016 году V.Masiulis вышел на третье место (совместно с J.Šiožinys) — 8 побед.

## Спортивные результаты
Миниатюры- 100.Судья — A.Tavernier(Франция).
 Вирмантас Масюлис − 245(85-30-0-55-60-45)
 Витаутас Гуделёнис — 225(35-60-75-20-55-20)
 Альгимантас Качюшка — 215(60-0-50-50-55-30)
4.Римас Мацкявичюс 205(25-50-30-30-60-65) 5.Стяпонас Пятраускас 135 (40-0-20-35-0-40) 6. Йонас Шёжинис 25 (0-0-25-0-0-0).
Проблемы-100.Судья — A.Tavernier(Франция).
 Беньямин Моркус — 355(85-80-70-95-85-90)
 Римас Мацкявичюс − 270(65-60-35-65-60-80)
 Витаутас Гуделёнис — 230(20-40-55-60-55-60)
4.Альгимантас Качюшка 195(0-55-50-50-40-0) 5.Стяпонас Пятраускас 190 (40-20-45-50-0-55) 6.Йонас Шёжинис 170(0-45-0-0-60-65) 7.Вирмантас Масюлис 165 (45-20-60-0-0-40). Виктор Студенцов 0(0).
Дамочные Проблемы-100.Судья -Коготько А. И. (Беларусь).
 Валдас Беляускас 290 (65-80-75-70)
 Виктор Студенцов 270 (55-65-75-70-60-45)
 Римас Мацкявичюс 195 (55-35-60-40-35-40)
4.Стяпонас Пятраускас 165 (45-30-35-40-45) 5.Витаутас Гуделёнис 140 (35-25-25-30-45-30) 6.Йонас Шёжинис 115(15-25-20-45-25-0).
Этюды-100.Судья — Коготько А. И.(Беларусь).
 Вирмантас Масюлис − 190 (65-25-40-30-20-55)
 Римас Мацкявичюс − 165 (55-20-25-35-50-15)
 Альгимантас Качюшка — 145 (35-15-10-0-65-30)
4.Виктор Студенцов 130(25-35-30-30-35). Йонас Шёжинис 0(0-0).

## Награждение
Победители, серебряные и бронзовые призёры каждого из разделов награждены медалями, дипломами, а также денежными призами в размере 30, 20 и 10 евро соответственно.